# Festival d'automne à Paris
Le Festival d'automne à Paris est un festival artistique pluridisciplinaire contemporain se tenant chaque année à Paris en France depuis 1972.

## Historique

### Les années Michel Guy
Le président de la République Georges Pompidou souhaite créer un festival parisien capable de rivaliser avec ceux de Berlin, d'Amsterdam, de Vienne ou Venise. Pensé à partir de 1970, avec le concours de Marcel Landowski et Janine Alexandre-Debray, le festival est créé en 1972 par Michel Guy, avec le soutien du ministre des Affaires culturelles Jacques Duhamel. 
La première édition s'organise essentiellement autour de la coordination du Festival international de la danse, de Jean Robin et des Semaines musicales internationales de Paris, de Maurice Fleuret. Elle s'ouvre sur le Polytope de Iannis Xenakis, aux thermes de Cluny et se clôt avec Yvonne Rainer au Musée d'art moderne de la ville de Paris et les Ballets de Bali au théâtre des Champs-Élysées, après avoir accueilli entre autres Robert Wilson, Merce Cunningham et la Compagnie Madeleine Renaud-Jean-Louis Barrault,.
Dans une période post-malrucienne où l'État est moins présent dans le monde des arts, et dans un paysage culturel où grands établissements culturels parisiens œuvrent à la perpétuation de l'héritage classique, cet événement, consacré aux arts contemporains dans leur ensemble, joue rapidement un rôle d'impulsion et d'ouverture pour la création dans les domaines de l'Opéra, la musique, le théâtre, la danse contemporaine, les arts plastiques, le cinéma et la littérature contemporaine. Selon les propres mots de Michel Guy, le festival comble un vide en termes de création artistique et de rayonnement international de Paris. 
Récusant ainsi les critiques qualifiant le festival d'élitisme et cherchant à séduire le plus grand nombre malgré une programmation exigeante, Michel Guy allie à la découverte des nouveaux talents, la présentation des classiques du XXe siècle, le tout à prix accessible. Stravinsky, Balanchine, Shakespeare par Carmelo Bene et Molière par Antoine Vitez, côtoient Peter Brook, Robert Wilson, Patrice Chéreau, Pierre Boulez, qui à leur tour deviennent en dix ans des classiques. Michel Guy revendique un acharnement artistique qui a permis de faire passer l'audience de Cunningham en seize ans, d'une centaine à vingt mille spectateurs, plaçant dès lors l'action du festival dans une irrigation lente de la société plutôt que dans l'événementiel successif. L'art s'exprime aussi à travers les affiches qui ornent les rues de Paris sous la signature de Pierre Alechinsky, Jean Dubuffet, Bram Van Velde, Joan Miró, Eduardo Arroyo... À partir de 1981, l'évènement développe davantage le cinéma, en partenariat avec Les Cahiers du cinéma et la Cinémathèque française.
Avec une équipe restreinte, et sans lieu fixe, le festival investit toute la ville, scènes conventionnelles (théâtre des Champs-Élysées, théâtre de l'Athénée, théâtre Mogador, Opéra-Comique, théâtre Récamier, théâtre de la Cité internationale, théâtre de la Ville, le Grand Palais) et sites plus insolites (le théâtre fermé des Bouffes du Nord, le donjon du château de Vincennes, les chapelles de l'Université de la Sorbonne et de l'hôpital de la Pitié-Salpêtrière, le music-hall le Palace, la Sainte-Chapelle). Dès les premières éditions, le Festival parvient à créer l'événement, grâce à Merce Cunningham et Bob Wilson dès la première saison, avec La Dispute de Patrice Chéreau, les Quatre Jumelles de Copi, Béjart ou le Coucou Bazar de Dubuffet en 1973, avec la Classe morte de Tadeusz Kantor en 1977, quatre pièces de Molière montées par Vitez en 1978…
Le festival permet en une décennie d'asseoir la danse contemporaine, convainc les grands établissements culturels nationaux (opéra, orchestres et théâtres nationaux) à s'ouvrir davantage aux créateurs contemporains, travail accompagné par la constitution en parallèle de nouvelles institutions dédiées, comme le Centre Pompidou, l'Institut de recherche et coordination acoustique/musique et de l'Ensemble intercontemporain. Michel Guy développe également des liens forts de collaborations avec les centres dramatiques nationaux, et les théâtres de la banlieue parisienne appuyés par la politique de soutien à la création du Parti communiste (Gennevilliers, Nanterre, Aubervilliers, Bobigny, Saint-Denis). Cette coproduction s'étend à d'autres organismes tels les Rencontres internationales de la Rochelle, les festivals  d'Edimbourg, le de Berlin, d'Avignon et la Biennale de Venise. Le mécénat fait aussi son entrée dans le financement des spectacles et des expositions, à l'instar de la fondation Saint-Laurent.
L'arrivée de Jack Lang au ministère de la Culture entraîne un affaiblissement de son rôle national, et le festival s'oriente davantage vers le public international. Le financement privé est développé à partir de 1988, par l'intermédiaire d'André Bénard, alors coprésident d'Eurotunnel et proche de Michel Guy, qui entre au conseil d'administration du festival et favorise les rencontres entre l'ancien ministre et les grands patrons français. En 1989, 5 millions de francs proviennent du secteur privé.

### La période Crombecque
Dirigé pendant près de 20 ans par Michel Guy, le festival est repris à son décès en 1992 par Alain Crombecque. Une nouvelle génération de créateurs apparaissent, et la programmation s'ouvre davantage à la danse européenne et à la culture chinoise. Mais le festival est financièrement affaibli. André Bénard crée alors en avril 1992 l'association des Amis du Festival d'automne pour faciliter un mécénat plus large regroupant des partenaires de longue date (Sacem, Caisse des dépôts, Orcofi, fondation Saint-Laurent…), des nouveaux contributeurs plus modestes, ainsi que des particuliers. Alain Crombecque dirige le festival jusqu'en 2009, date de son décès, où il est remplacé par intérim par le duo féminin Marie Collin et Joséphine Markovits, directrices artistiques du Festival. Face à la difficulté de trouver un directeur, liée à des désaccords entre la ville de Paris et le Ministère de la Culture, le festival reste deux ans avant de trouver un candidat de compromis. Le 4 mai 2011, Emmanuel Demarcy-Mota, qui est également le directeur depuis 2008 du théâtre de la Ville à Paris, est nommé à la tête du festival à partir de la saison 2011 (pour une programmation effective à partir de 2012) mettant fin à l'intérim assuré par le duo Collin/Markovits.

## Les missions
Le festival se construit autour de cinq missions :
- « passer commande à des créateurs ». Iannis Xenakis créé le Polytope de Cluny en 1972, Rolf Liebermann monte Un jour ou deux avec Jasper Johns, John Cage et Merce Cunningham l'année suivante.
- « aménager des structures de travail entre professionnels étrangers et français ». Durant trois saisons, Peter Brook investit les Bouffes-du-Nord, Giorgio Strehler le théâtre de l'Odéon, l'Opéra de Paris reçoit en 1980 les chorégraphes Merce Cunningnam et Douglas Dunn ;
- « présenter et susciter des démarches d'ordre expérimental [et] être à l'écoute de tout ce qui vient perturber nos habitudes », donnant une audience aux performances d'artistes d'avant-garde et aux spectacles de postmodern dance, et présentant parmi les premières installations numériques ;
- « accueillir des œuvres significatives inédites en France », Michel Guy se situant ainsi en héritier du théâtre des Nations avec Meredith Monk, Klaus Michael Grüber, Peter Brook, John Cage, Tadeusz Kantor et Steve Reich ;
- « témoigner des cultures extra-occidentales » (Ballets de Bali, chants religieux islamiques libano-syriens, liturgies bouddhiques, danse butō, cinéma japonais contemporain, musiques traditionnelles chinoises, conteurs africains, exposition de l'architecte Arata Isozaki, joueurs de sanza et d'Alghaita…).

Aujourd'hui, le festival s'étend sur plusieurs mois de septembre à décembre, regroupant une cinquantaine d'événements. Subventionné par le ministère de la Culture et de la Communication, la mairie de Paris, la Région Île-de-France et la fondation Pierre Bergé Yves Saint Laurent, il représente un « pont entre New York et Paris », lieu important du marché international.

## Directions
Président
- 1972-... : Janine Alexandre-Debray[11] ;
- 1996-2006 : André Bénard[6],[12] ;
- Depuis 2006 : Pierre Richard.

Directeurs généraux
- 1971-1992 : Michel Guy (directeur artistique : Alain Crombecque entre 1974 et 1976) ;
- 1992-2009 : Alain Crombecque ;
- 2010-2011 : Marie Collin et Joséphne Markovits ;
- 2011- : Emmanuel Demarcy-Mota